# Pilwa (powiat bartoszycki)
Pilwa (niem. Pillwen) – osada w Polsce położona w województwie warmińsko-mazurskim, w powiecie bartoszyckim, w gminie Bartoszyce. W latach 1975–1998 miejscowość należała administracyjnie do województwa olsztyńskiego.
Dawny majątek szlachecki, który w 1889 r. zajmował 547 ha. W 1983 r. był to PGR, zabudowa była skupiona i składała się z czterech domów z 51 mieszkańcami.

## Zabytki
Do wojewódzkiego rejestru zabytków wpisane są obiekty:
- park pałacowy z piwnicami pałacu, z pierwszej połowy XIX w.